# Stora Rasholmen
Stora Rasholmen (finska: Iso Raasholma)   är en ö i Finland. Den ligger i Bottenhavet och i kommunen Björneborg i den ekonomiska regionen  Björneborgs ekonomiska region i landskapet Satakunta, i den sydvästra delen av landet. Ön ligger omkring 29 kilometer nordväst om Björneborg och omkring 250 kilometer nordväst om Helsingfors.
Öns area är 1 hektar och dess största längd är 150 meter i sydväst-nordöstlig riktning.